# Короленко-Усова Валентина Юріївна
Валентина Юріївна Короленко (15 травня 1984, м. Кривий Ріг, Дніпропетровська область) — українська юристка, фінансистка та політична діячка. Народний депутат України 9-го скликання, входить до фракції «Слуга народу».

## Із життєпису
Закінчила Криворізький технічний університет, де здобула диплом магістра екології. Згодом навчалася у Центрі митної справи та післядипломної освіти Академії митної служби України за спеціальністю «правознавство» та Дніпропетровському національному університеті ім. Олеся Гончара, спеціальність — «фінанси та кредит». Працювала на різних посадах Криворізької та Дніпропетровської митниць. Загальний стаж державної служби — 14 років.

## Політична діяльність
У 2019 році — кандидат в депутати Верховної Ради України у виборчому списку партії «Слуга народу», № 145; фізична особа-підприємець, безпартійна.
19 серпня 2022 року визнана обраною народним депутатом України від партії «Слуга народу» замість однопартійця Артема Михайлюка, який відмовився від повноважень депутата.
30 серпня 2022 року склала присягу Народного депутата України.
Член Комітету з питань екологічної політики та природокористування.